# نرما مریک اسکلارک
نرما مریک اسکلارک ((به انگلیسی: Norma Merrick Sklarek)؛ ۱۵ آوریل ۱۹۲۶–۶ فوریهٔ ۲۰۱۲) نخستین زن آفریقایی-آمریکایی بود که مجوز طرّاحی معماری را در ایالات نیویورک (۱۹۵۴) و کالیفرنیا (۱۹۶۲) دریافت کرد. اسکلارک بیشتر برای طراحی سفارت ایالات متحده در توکیو، ژاپن در سال ۱۹۷۶ و ایستگاه ترمینال یک در فرودگاه بین‌المللی لس آنجلس در سال ۱۹۸۴ شناخته است. پس از طراحی چندین ساختمان، او اولین زن سیاه‌پوستی بود که همراه با دو زن دیگر، مارگوت سیگل و کاترین دایموند از سال ۱۹۸۵ تا ۱۹۸۹ صاحب دفتر معماری خود شدند. آنا ام لوئیس، نویسنده، به دلیل موفقیت‌های اسکلارک به‌عنوان یک زن سیاه‌پوست در رشته‌ای مردانه و همچنین صدای زنانی بودن که در مشاغل خاصی با تبعیض مواجه می‌شدند، به او لقب «رزا پارک معماری» را داد.

## آغاز زندگی و تحصیلات
نورما مریک اسکلارک در ۱۵ آوریل ۱۹۲۶ در هارلم، نیویورک زاده شد. پدر و مادرش، والتر ارنست مریک و آملیا (امی) ویلوبی، پزشک و خیاط اهل سنت وینسنت و باربادوس بودند. او در کراون هایتس، بروکلین بزرگ شد. اسکلارک در سنین جوانی به پدرش نزدیک تر بود که بیشتر آموزش‌ها و توانایی‌های خود را از او دریافت کرد. اسکلارک با حفظ ارتباط ویژه پدر و دختری، پس از این که در دبیرستان کالج هانتر به او آموزش داده شد که چگونه در چندین فعالیت عملی کند و در ریاضیات و علوم فوق‌العاده ظاهر شد، به معماری متمایل شد.
اسکلارک پس از گذراندن یک سال از دوران دانشگاهی خود در کالج بارنارد، سال‌های بعد را در دانشگاه کلمبیا گذراند و مدرک لیسانس خود را در رشتهٔ معماری دریافت کرد. اسکلارک در طول تجربه‌اش در دانشکده، سختی‌های زیادی برای همکاری با همکلاسی‌هایش داشت. او باید دائماً با دانش‌آموزان عمدتاً سفیدپوستی روبرو می‌شد که مدارک با ارزشی داشتند و با دانشجویان دیگر روابط و گروه‌های مطالعاتی تشکیل می‌دادند تا در تکالیف جلوتر از بقیه باشند. اسکلارک که به تنهایی با این موانع کنار می‌آمد، از انزوای خود برای کار در خارج از محیط کلاس استفاده کرد. در نتیجه، پنج سال بعد با مدرک معماری به عنوان تنها زن آفریقایی آمریکایی فارغ‌التحصیل شد.

## حرفه
پس از دریافت مدرک، اسکلارک نتوانست در شرکتهای معماری کار پیدا کند، بنابراین از سال ۱۹۵۰ تا ۱۹۵۴ در دپارتمان کارهای عمومی نیویورک مشغول به کار شد. اسکلارک که از کار چهار ساله خود به توقعات بیجا از او راضی نبود، تصمیم گرفت در آزمون معماری شرکت کند زیرا احساس می‌کرد شغلش توانایی‌هایش را به چالش نمی‌کشد. در نتیجه، او اولین زن آفریقایی-آمریکایی در نیویورک بود که در سال ۱۹۵۴ مجوز فعالیت معماری دریافت کرد. در عرض یک سال پس از دریافت مجوز، او در اسکیدمور، اوینگز و مریل استخدام شد که از حد انتظارات او در دست داشتن و به چالش کشیدن مهارت‌های او فراتر رفت. اسکلارک در حالی که به مدت پنج سال در SOM کار می‌کرد، شغل دومی را انتخاب کرد و «دوره‌های معماری عصرانه را در کالج جامعه شهر نیویورک تدریس کرد» تا خرج دو فرزندش را بدهد و مادرش را در مسئولیت‌های خانوادگی کمک کند.
در سال ۱۹۶۰، اسکلارک سمت اولین معاون رئیس زن در شرکت گروئن و همکاران را در لس آنجلس پذیرفت و به مدت دو دهه در آنجا کار کرد. او در حین کار در شرکتی که یک جهش بزرگ در حرفه او بود، تبعیض‌هایی را در محیط کار تجربه کرد. به عنوان یک نماینده مدرن که به وسیله نقلیه دسترسی نداشت، رئیس اسکلارک او را به خاطر تأخیر او در کار سرزنش می‌کرد، با این که همکار مرد سفیدپوست او مسئولیت رانندگی را بر عهده داشت و هر روز باعث دیر شدن آنها می‌شد. در نتیجه، او خودرویی برای خود خرید تا به این رفتار ناعادلانه پایان دهد.
دو سال بعد، اسکلارک اولین معمار زن آفریقایی آمریکایی شد که در سال ۱۹۶۲ در کالیفرنیا مجوز فعالیت دریافت کرد. چهار سال پس از دریافت مجوز، او همچنین اولین شف معمار زن آفریقایی آمریکایی گرون شد. در گرون، نقش اسکلارک شامل نظارت بر کارکنانی بود که او استخدام کرده بود و در عین حال در پروژه‌های بزرگ دیگر به‌طور همزمان همکاری می‌کرد. این پروژه‌ها شامل کالیفرنیا مارت، مرکز طراحی اقیانوس آرام، مرکز خرید فاکس هیلز، تالار شهر سن برناردینو، معبد لئو بک و سفارت ایالات متحده آمریکا در توکیو بود. با وجود اینکه او یک معمار بود، «اسکلارک به جای معمار طراحی به عنوان مدیر پروژه خدمت کرد، اگرچه همراه با سزار پلی به عنوان معمار طراح در سفارت ایالات متحده در توکیو نام او ثبت شده‌است.» در زمان دوران حرفه ای او به عنوان یک معمار، رایج بود که زنان در کارشان به رسمیت شناخته نمی‌شدند، زیرا این یک حوزه مسلط مردانه بود که بر تصویر آنها از خود متمرکز بود. هر زمان که مشتری به یک معمار معرفی می‌شد، حضور و نام یک معمار زن اغلب مخفی نگه داشته می‌شد تا کسب و کار ادامه یابد.
در سال ۱۹۸۰، پس از جدایی از شرکت گرون، اسکلارک اولین زن سیاهپوستی بود که پس از اینکه اولین زن آفریقایی آمریکایی در سال ۱۹۵۹ بود، به عنوان عضو مؤسسه معماران آمریکا (AIA) انتخاب شد.
از سال ۱۹۸۰ تا ۱۹۸۵، او همچنین در شرکت ولتون بکت کار کرد و در آنجا به عنوان مدیر پروژه ساخت و ساز ۵۰ میلیون دلاری برای ایستگاه ترمینال یک در فرودگاه بین‌المللی لس آنجلس فعالیت کرد. ترمینال یک در ژانویه ۱۹۸۴ درست در زمانی که «میلیون‌ها گردشگر برای المپیک تابستانی می‌آمدند» تکمیل شد. با گذشت سالها، بازسازی‌ها افزایش یافت.
پس از ولتون بکت در سال ۱۹۸۵، اسکلارک کار خود را توسعه داد و در آنجا همراه با با مارگوت سیگل و کاترین دایموند شرکت خودشان را تأسیس کردند. این شرکت در آن زمان بزرگ‌ترین شرکت تحت مالکیت زنان بود. سیگل، اسکلارک و دایموند پیشنهادهایی را در مورد پنج پروژه ارائه کردند و هر پنج تا برنده شدند، رکوردی کع پیش از این بی‌سابقه بود. اسکلارک به امید اینکه دوباره روی پروژه‌های بزرگتر کار کند، شرکت را در سال ۱۹۸۹ ترک کرد. او به معلمی بسیاری از زنان جوانی که آرزو داشتند معمار شوند ادامه داد، روی طراحی مال آمریکا کار کردند، و تا زمان بازنشستگی در سال ۱۹۹۲، به عنوان مدیر به انجمن Jon Jerde پیوست.
پس از بازنشستگی، اسکلارک توسط فرماندار برای خدمت در هیئت معماران کالیفرنیا منصوب شد و چندین سال به عنوان رئیس شورای ملی اخلاق AIA خدمت کرد.</ref> رئیس سابق AIA دربارهٔ او گفت: «او قادر به انجام هر کاری بود. او معمار کامل بود.» او با درک اینکه تبعیض نقش مهمی در زمینه معماری به عنوان یک زن و آمریکایی آفریقایی‌تبار بازی می‌کند، مصمم باقی ماند و راهی را برای زنان جوان آینده هموار کرد تا همین کار را انجام دهند.

## مرگ
در حالی که او به حرفه خود ادامه می‌داد و جوایز مختلفی دریافت می‌کرد، در سال ۲۰۱۲ به علت مشکلات قلبی درگذشت.

## زندگی شخصی
اسکلارک دو پسر به نام‌های گریگوری و دیوید فیرودر و همچنین سه ازدواج در طول زندگی حرفه‌ای خود داشت. مادرش نگهداری از کودکان را برعهده داست تا اسکلارک بتواند فعالیت حرفه ای خود را ادامه دهد. پس از اینکه در یکی از ازدواج‌هایش با نام نورما مریک فیرودر شناخته شد، در سال ۱۹۶۷ نام خانوادگی خود را به اسکلارک تغییر داد، زمانی که با رولف اسکلارک فارغ‌التحصیل باهاوس، معمار گروئن، که در شرکت گرون با او آشنا شد، ازدواج کرد. رولف اسکلارک در سال ۱۹۸۴ درگذشت و نرما چند سال بعد با دکتر کورنلیوس ولش ازدواج کرد.

## افتخارات و جوایز
به افتخار او، دانشگاه هاوارد جایزهٔ بورسیهٔ معماری Norma Merrick Sklarek را ارائه می‌دهد.
- 1980 – همکار مؤسسه معماران آمریکا (اولین زن سیاه‌پوست)
- 1985 – اولین زن سیاه‌پوستی که یک شرکت معماری تأسیس و مدیریت کرد
- 1987 – جایزه الگوی برجسته تجاری انجمن زنان سیاه‌پوست کارآفرین
- 1990 – عضو افتخاری انجمن دلتا سیگما
- 2007 – توسط قانونگذار ایالتی کالیفرنیا تجلیل شد
- 2007 – از طرف شورای حکام حسن نیت برای کار در حق معلولان تجلیل شد
- 2007 – توسط سازمان ملی معماران اقلیت تجلیل شده‌است
- 2008 – جایزه خدمات ویتنی یانگ جونیور برای اقدام اجتماعی در کنوانسیون ملی AIA در بوستون
- سفارت ایالات متحده آمریکا در توکیو
- ایستگاه ترمینال یک، فرودگاه بین‌المللی لس آنجلس

اسکلارک در زمانی که درَ رکت گرون کار می‌کرد، با سزار پلی در تعدادی پروژه همکاری کرد اما نامش فقط در طرّاحی سفارت ایالات متحده در ژاپن ثبت شده‌است.
- ۱۹۶۱–۶۶ - فاکس پلازا، سانفرانسیسکو، کالیفرنیا
- ۱۹۶۱–۶۳ - کالیفرنیا مارت، لس آنجلس، کالیفرنیا
- ۱۹۶۳–۶۵ - تالار شهر سن برناردینو، سن برناردینو، کالیفرنیا[۱][۸]
- ۱۹۷۲–۷۵ - مرکز طراحی اقیانوس آرام، لس آنجلس، کالیفرنیا
- ۱۹۷۶–۱۹۷۸ – سفارت ایالات متحده آمریکا در توکیو، ژاپن
- ۱۹۸۰ - سانتا مونیکا، سانتا مونیکا
- ۱۹۸۴ - ترمینال یک، فرودگاه بین‌المللی لس آنجلس، لس آنجلس، کالیفرنیا[۳][۷]
- ۱۹۸۹–۹۲ - مال آمریکا، مینیاپولیس، مینه سوتا